# 1941-1945年偉大衛國戰爭中忘我勞動獎章

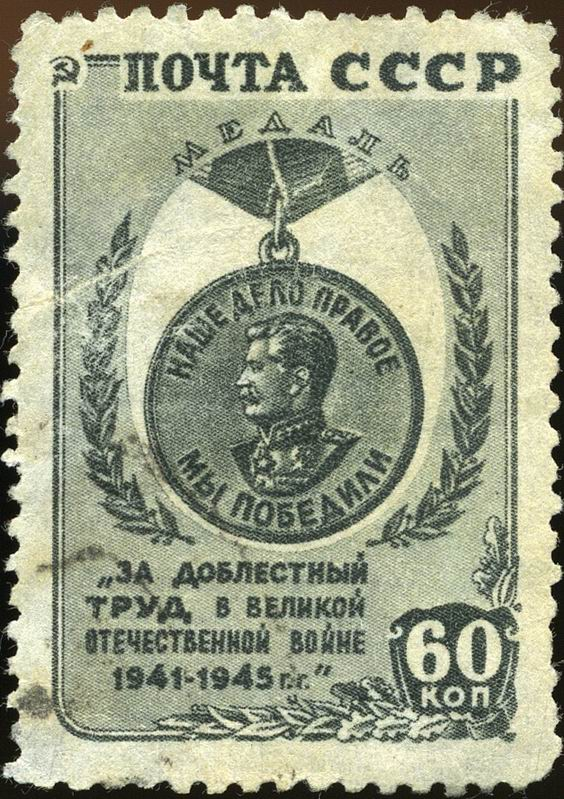
1946年苏维埃印有1941－1945年在偉大的衛國戰爭中忘我勞動獎章的60戈比邮票

1941-1945年在偉大的衛國戰爭中忘我勞動獎章（俄語：медаль «За доблестный труд в Великой Отечественной войне 1941–1945 гг.»»）是苏联最高苏维埃主席团于1945年6月6日，颁布法令设立的一种公民劳动奖章，以此嘉奖苏联公民在蘇德戰爭中战胜纳粹德国所作出的忘我和无私的劳动。这项法令后于1980年7月18日经苏联最高苏维埃主席团修订。

## 頒授情況
1941－1945年在偉大的衛國戰爭中忘我勞動獎章授予給在蘇德戰爭中「以自己的英勇和忘我勞動保障蘇聯戰勝納粹德國」達一年（傷殘者則為六個月）的下列界別人員：
- 工業及運輸業工人、工程技術人員及職員
- 集體農莊莊員和農業專家
- 科學技術及文化藝術工作者
- 蘇維埃、蘇聯共產黨、工會及其他社會團體的工作者。

此獎章是以蘇聯最高蘇維埃主席團的名義頒授，由獲獎者所在的区域，地区或城市的苏维埃执行委员会，根據企业、机构、政府、工會、共產黨及其他社會團體的负责人所發出的證明文件而頒發。以下為各界別獲獎者所需要提交的證明文件的發出機構：
- 工業、運輸業及農業工人：相關的联盟或共和國的人民委员会
- 集体农庄、合作社、共產黨、苏维埃、工会和其他公共机构的工作人员：最高苏维埃主席团主席；自治共和国、地区或地区苏维埃执行委员会主席
- 科学，技术，艺术和文学工作者：蘇聯人民委員會屬下的各人民委員或苏联作家联盟主席团主席

各獲獎者除獎章外也會獲得一份证书。證書為一份8厘米乘11厘米的紙質小册子，上書有獲獎者的姓名、资料，以及頒授機關的官方印章與官員的簽名。

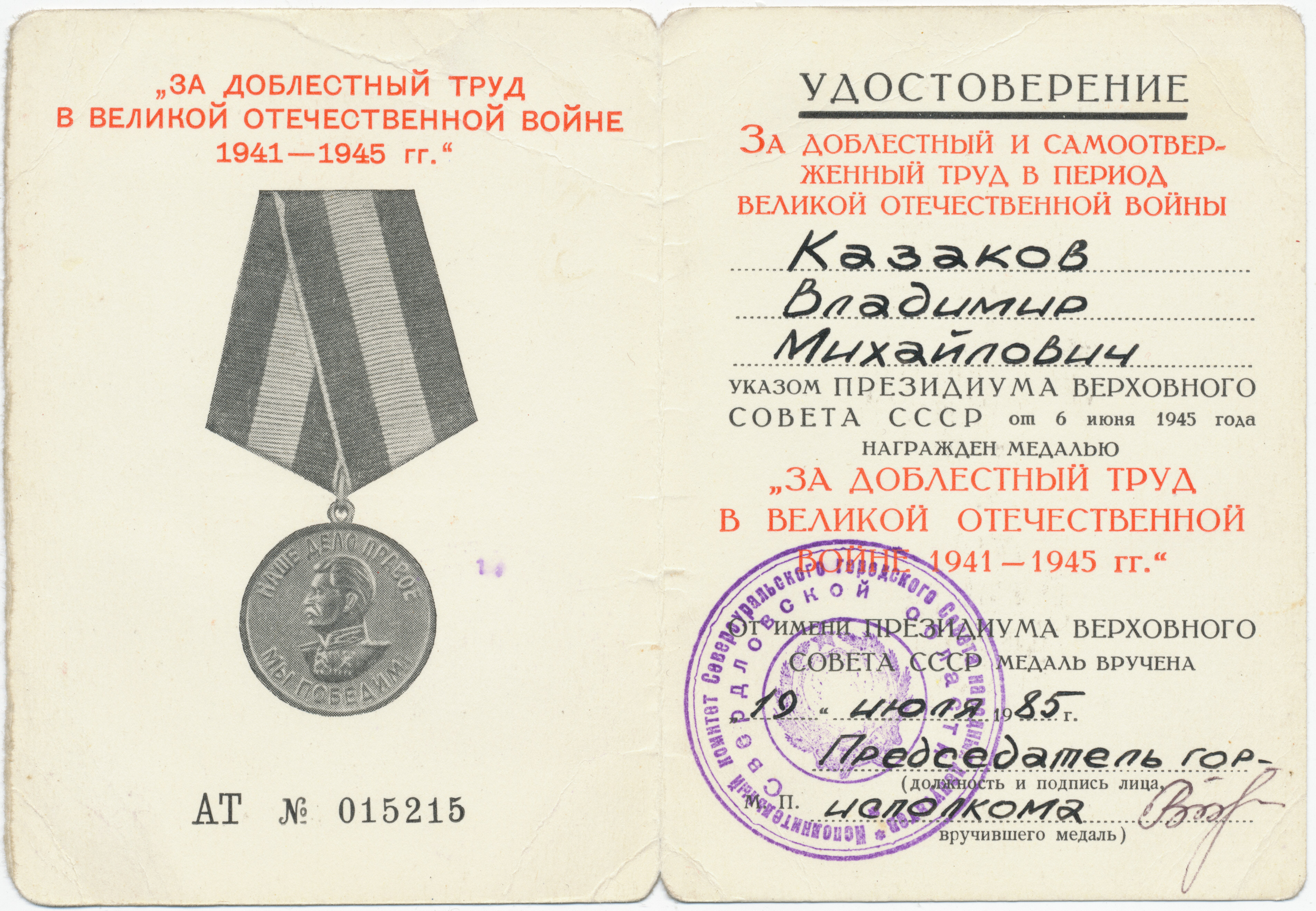
1941－1945年在偉大的衛國戰爭中忘我勞動獎章的證書

## 獎章制式
1941－1945年在偉大的衛國戰爭中忘我勞動獎章採用五邊形綬帶，主體為32毫米的黃銅製圓形獎章，兩側有凸起邊緣，其設計與1941-1945年伟大卫国战争战胜德国奖章非常相似。
獎章的正面為面朝左方，身穿元帥禮服，配戴元帥星證章及社會主義勞動英雄鎚子鐮刀獎章的史達林頭像；在頭像上方，圍繞着俄文「我們的事業是正義的」（俄語：НАШЕ ДЕЛО ПРАВОЕ）；下方則圍繞著俄文「我們勝利了」（俄語：МЫ ПОБЕДИЛИ）。
獎章的背面上半部沿着圓周刻有「为了忘我的劳动」（俄語：«ЗА ДОБЛЕСТНЫЙ ТРУД»），下方中間為錘子與鐮刀標誌；獎章背面的正中刻有「1941－1945年伟大的卫国战争」（俄語：«В ВЕЛИКОЙ ОТЕЧЕСТВЕННОЙ ВОЙНЕ 1941–1945 ГГ.»）；底部正中為一颗五角星。
1941－1945年偉大衛國戰爭中忘我勞動獎章採用紅色波纹绸绶带，宽24毫米，兩側各有一道闊2毫米的黃色豎條紋，中间有一条宽7毫米的綠色豎條紋。
1941－1945年在偉大的衛國戰爭中忘我勞動獎章一般佩戴在左胸，當存在其他蘇聯勳章獎章時，應配戴在解放布拉格獎章之後、退休勞動者獎章之前。
如果佩戴了其它俄羅斯聯邦勳章或獎章，則後者具有優先權。

## 部分獲獎者

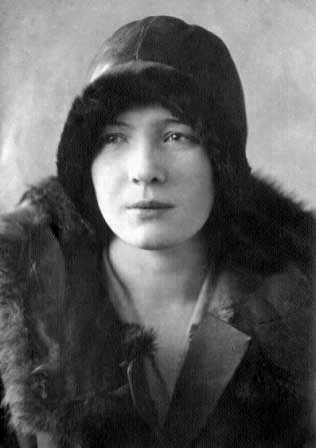
奧莉加·伯格霍爾茲，列寧格勒保衛戰期間的一位電台廣播員，1941－1945年在偉大的衛國戰爭中忘我勞動獎章的獲獎者。

以下為1941－1945年在偉大的衛國戰爭中忘我勞動獎章的部分獲獎者。
- 蘇聯共產黨黨員安德烈·亞歷山德羅維奇·日丹諾夫
- 蘇聯共產黨中央委員會總書記康斯坦丁·乌斯季诺维奇·契尔年科
- 電台廣播員奧莉加·伯格霍爾茲（英语：Olga_Bergholz）
- 歌劇女高音卡麗娜·維許涅芙絲卡雅
- 大提琴家米斯迪拉夫·里亞普度域·羅斯卓波維契
- 物理學家亚历山大·米哈伊洛维奇·普罗霍罗夫
- 天體物理學家維塔利·拉扎列維奇·金茲堡
- 作曲家阿拉姆·哈恰圖良
- 作曲家吉洪·尼古拉耶维奇·赫连尼科夫
- 作家阿威梯克·伊萨克扬

## 延伸閱讀
- 蘇德戰爭

## 參照
- Legal Library of the USSR（页面存档备份，存于）
- 二战苏军奖章之伟大卫国战争中忘我劳动奖章（页面存档备份，存于）